# کرپف
کرپف (به لاتین: Kärpf) یک کوه در سوئیس است که در کانتون گلاروس واقع شده‌است. کرپف ۲٬۷۹۴ متر بالاتر از سطح دریا واقع شده‌است.